# Hans Partsch
Hans Partsch (* 28. Januar 1954) ist ein ehemaliger deutscher Ringer.

## Werdegang
Hans Partsch wuchs im Mannheimer Stadtteil Sandhofen auf und begann dort als Jugendlicher beim Kraftsportclub Eiche mit dem Ringen. Hans Partsch, der den Beruf eines Spenglers erlernt hatte, errang 1971 seine ersten größeren Erfolge auf nationaler Ebene. Er wurde in diesem Jahre deutscher Jugendmeister in der Klasse bis 40 kg Körpergewicht sowohl im freien Stil als auch im griech.-römischen Stil.
1973 wurde Hans Partsch auch erstmals deutscher Meister bei den Senioren im Papiergewicht im freien Stil, dem Stil, in dem er nunmehr ausschließlich rang. Diesem Titel folgten in den Jahren 1977 bis 1984 sieben weitere Meisterschaftserfolge nach. Diese Siegesserie wurde nur im Jahre 1979 von Günter Laier aus Reilingen unterbrochen. Hans Partsch belegte in diesem Jahr den 2. Platz. Ab 1974 startete Hans Partsch bis zum Ende seiner Ringerlaufbahn für den ASV Bauknecht Schorndorf (und nicht wie einige Publikationen verbreiten für den KSV Aalen!).
Auf der internationalen Ringermatte heimste Hans Partsch im Jahre 1974 erste Erfolge ein. Er belegte in diesem Jahr den 4. Platz bei der Junioren-Europameisterschaft in Haparanda im Bantamgewicht. Bei den Senioren startete er schon ab 1973 bei vielen internationalen Meisterschaften. Er konnte sich bei diesen Meisterschaften aber meist nur im Mittelfeld platzieren. Eine Ausnahme bildeten die Weltmeisterschaft 1981 in Skoplje, wo er mit vier Siegen über starke Gegner einen hervorragenden 5. Platz im Bantamgewicht belegte und die Europameisterschaft 1982 in Warna, wo er auf einen noch besseren 4. Platz kam.
Hans Partsch blieb auch nach Beendigung seiner Ringerlaufbahn 1984 dem Ringen treu. Er trainierte von 1985 bis 1993 die Ringer der TSG Nattheim und anschließend bis September 2007 die des SV Germania Fachsenfeld.

## Internationale Erfolge
(WM = Weltmeisterschaft, EM = Europameisterschaft, F = freier Stil, Pa = Papiergewicht, Fl = Fliegengewicht, Ba = Bantamgewicht, bis 48 kg, 52 kg bzw. 57 kg Körpergewicht)
- 1972, 2. Platz, Turnier in Mülhausen, F, Fl, hinter Diego Lo Bruto, Frankreich u. vor Laborie, Frankreich;
- 1973, 6. Platz, EM in Lausanne, F, Pa, nach Niederlagen gegen Tadeusz Kudelski, Polen u. Hassan Isajew, UdSSR;
- 1974, 4. Platz, Junioren-EM in Haparanda, F, Ba, hinter Micho Dukow, Bulgarien, Anghel Gigel, Rumänien u. Gurgen Baghdassarjan, UdSSR u. vor Andre Domanski, Polen u. Klaus Freitag, DDR;
- 1974, 3. Platz, EU-Meisterschaft in Glasgow, F, Ba, hinter Amrik Singh, Großbritannien u. Giovanni Bognanni, Italien;
- 1974, 2. Platz, CISM-Militär-WM in Rom, F, Ba, hinter Nassiri, Iran u. vor Lo Nigro, Italien;
- 1977, 1. Platz, Großer Preis der Bundesrepublik Deutschland in Freiburg im Breisgau, F, Ba, vor Milan Mendel, CSSR, Jürgen Oehler u. Günter Laier, bde. BRD u. A. Seidl, Österreich;
- 1977, 1. Platz, Turnier in Łódź, F, Ba, vor Wieslaw Konczak, Polen u. Goranowski, UdSSR;
- 1977, 7. Platz, EM in Bursa, F, Ba, mit einem Sieg über Jukko Rauhala, Finnland u. Niederlagen gegen Fevzi Gökdogan, Türkei u. Giorgios Hatzionidis, Griechenland;
- 1977, 10. Platz, WM in Lausanne, F, Ba, mit einem Sieg über Ernst Maurer, Schweiz u. Niederlagen gegen Fevzi Ökdogan u. Dugarsürengiin Ojuunbold, Mongolei;
- 1978, 2. Platz, Turnier in Athen, F, Ba, hinter Georgios Hatzionidis u. vor Diego Lo Bruto, Frankreich;
- 1978, 1. Platz, Grosser Preis der BRD in Freiburg, F, Ba, vor Wieslaw Konczak u. Bernd Bobrich, DDR;
- 1978, 12. Platz, EM in Sofia, F, Ba, mit einem Sieg über Diego Lo Bruto, Frankreich u. Niederlagen gegen Aurel Neagu, Rumänien u. Buzai Ibraguimow, UdSSR;
- 1978, 13. Platz, WM in Mexiko-Stadt, F, Ba, nach Niederlagen gegen Diego Lo Bruto u. Imre Szalontai, Ungarn;
- 1979, 3. Platz, Turnier in Clermont-Ferrand, F, Ba, hinter Pierre Mercader u. Diego Lo Bruto, bde. Frankreich;
- 1979, 9. Platz, EM in Bukarest, F, Ba, nach Niederlagen gegen Risto Darlev, Jugoslawien u. Bernd Bobrich;
- 1979, 11. Platz, WM in San Diego, F, Ba, mit einem Sieg über Ibrahim Loksari, Marokko u. Niederlagen gegen Joe Corso, USA u. Aurel Neagu
- 1980, 8. Platz, EM in Prievidza, F, Ba, mit einem Sieg über Kauko Navaala, Schweden u. Niederlagen gegen Sándor Németh, Ungarn u. Bernd Bobrich;
- 1981, 3. Platz, Turnier in Miskolc, F, Ba, hinter Jim Cuestas, USA u. Wieslaw Konczak;
- 1981, 7. Platz, EM in Łódź, F, Ba, mit einem Sieg über Imre Szalontai u. Niederlagen gegen Wieslaw Konczak u. Stefan Iwanow, Bulgarien;
- 1981, 5. Platz, WM in Skoplje, F, Ba, mit Siegen über Franz Mittelberger, Österreich, Jordanko Janev, Jugoslawien, Brian Aspen, Großbritannien u. Aurel Neagu u. Niederlagen gegen Stefan Iwanow u. Hideaki Tomiyama, Japan;
- 1984, 4. Platz, EM in Warna, F, Ba, hinter Sergej Beloglasow, UdSSR, Imre Szalontai u. Stefan Iwanow u. vor Aurel Neagu u. Jozef Schwendtner, CSSR;
- 1982, 10. Platz, WM in Edmonton, F, Ba, nach Niederlagen gegen Safai, Iran u. Hideaki Tomiyama;
- 1983, 8. Platz, EM in Budapest, F, Ba, mit einem Sieg über Sorov, Jugoslawien u. Niederlagen gegen Bernd Bobrich u. Imre Szalontai;
- 1983, 14. Platz, WM in Kiew, F, Ba, nach Niederlagen gegen Torres, Kuba u. Hideaki Tomiyama;
- 1984, 5. Platz, Großer Preis der BRD in Freiburg, F, Ba, hinter Gurgen Baghdassarjan, Jozef Schwendtner, Sergej Beloglasow u. F. Hiliew, Bulgarien u. vor M. Selmanow, Bulgarien;
- 1984, 7. Platz, EM in Jönköping, F, Ba, n. Niederlagen gegen Sergej Beloglasow u. Georgi Kaltschew, Bulgarien

## Deutsche Meisterschaften
- 1973, 1. Platz, F, Pa, vor Lothar Übelhör, Unterelchingen u. Werner Nowak, Köln,
- 1977, 1. Platz, F, Ba, vor Hans Buschkowski, ASV Urloffen u. M. Simon, VfK Schifferstadt,
- 1978, 1. Platz, F, Ba, vor Günter Laier, AV Reilingen u. Mario Sabattini, Freiburg-St. Georgen,
- 1979, 2. Platz, F, Ba, hinter Günter Laier u. vor Paul Schneider, KSV Köllerbach,
- 1980, 1. Platz, F, Ba, vor Fritz Niebler, SRC Viernheim u. Martin Herbster, Graben-Neudorf,
- 1981, 1. Platz, F, Ba, vor Martin Herbster u. Peter Lohrbächer, SRC Viernheim,
- 1982, 1. Platz, F, Ba, vor Jörg Dumblus, KSV Witten u. Peter Lohrbächer,
- 1983, 1. Platz, F, Ba, vor Rolf Monschau, Bonn-Duisdorf u. Ralf Lyding, KSV Witten,
- 1984, 1. Platz, F, Ba, vor Harald Hört, Hösbach u. B. Stockburger, Tennenbronn